# ものしりクイズ おしゃべりまちゃ
『ものしりクイズ おしゃべりまちゃ』は、ロジテックが発売し、1983年9月に稼働を開始したアーケードゲームである。

## 概要
同年に日本初の業務用クイズゲームとして発売された「コンピュータークイズ 頭の体操」（ユニエンタープライズ）や、人気クイズ番組のゲーム化として当時人気を博した「アメリカ横断ウルトラクイズ」（タイトー）に追従して発売されたクイズゲーム。コミカルな女の子のマスコットキャラクター「おちゃま・まちゃ」がゲームの演出を盛り上げてくれることと、随所で「まちゃ」の声が合成音声（基板には音源として HC-55516 を搭載）によって流されること、および漫画にアニメ、SFなどのサブカルチャーにまつわる問題ジャンルが用意されていることが特徴である。

## ゲームの流れ
「アメリカ横断ウルトラクイズ」などと同様に、ゲームには A・B・C の3つのボタンのみを用いる。
ステージの最初に、「まんが」「おしゃべり」「どうぶつ」「げいのう」「スポーツ」「SF」「のりもの」「エトセトラ」から、3つのジャンルがランダムで抽出される (同じジャンルが重複することもある) ので、その中から好みのジャンルを選択する。
選択したジャンルの3択クイズ問題が5問出題されるので、3つのボタンから正答のものを押して解答を行う。正解すると200点で、早く回答するとさらにスピードボーナスとして100～200点が加算される。不正解や時間切れの場合、得点は獲得できない。
5問出題後、精算画面となり、全問正解しているとパーフェクトボーナス (1000点から3ステージごとに最大5000点まで上昇) が加算される。累計得点がそのステージの「合格点」を超えているとクリア、超えていないとゲームオーバーとなる。コンティニューの要素はない。
パーフェクトボーナスを順調に獲得していると、次のステージの開始時点ですでに得点が「合格点」を超過していることがある。この場合ステージクリアは確定しているが、ゲームは通常通り進行する。最終ステージのみ、「合格点」の上昇が1ステージ中に獲得できる点数を大幅に上回るため、常に「合格点」を大幅に超えているペースでゲームを進めないと全ステージのクリアは不可能である。

### 認定シール
全16ステージをクリアすると「パーフェクトクリヤー」としてゲームオーバーとなり、筐体から5×6cmほどの台紙サイズに「まちゃ」のイラストなどが描かれた4×5cmの「認定シール」が筐体から払い出される。認定シールの絵柄は複数あるが、その中に「当たり」の絵柄が2種類存在し、2ヶ月間のキャンペーン期間中に両方をそろえて封書でロジテックに送付すると、毎週先着100名にTシャツがプレゼントされる企画が行われた。筐体のディップスイッチ設定を変更すると、認定シールを払い出さず、後述のラッキースロットが行われてゲームが終了するだけとなる。

### ラッキースロット
ゲームオーバー時に、ラッキースロットというものが回り始める。ジャンル選択と同じ画面構成で、A・B・C の3つの枠でジャンルの絵が素早く切り替わっていくので、解答ボタンでそれぞれの枠の絵を止めていく。同じ絵柄が3つ揃えば、無料でもう1ゲームプレイすることができる (絵柄は8つあり、単純計算での確率は64分の1となる)。認定シールを発行しない設定の場合は、全ステージクリア時のゲームオーバー前でもこのラッキースロットが行われる。

### ステージ構成
ステージが進んでも3択クイズが5問出題されるという形式は変わらない。現在のステージ数は、ゲーム中の画面左上にハートマークの数で表現される。ステージ7の開始時に「HURRY UP!」と表示され、以降はクイズ解答制限時間が3分の2 (約3秒→約2秒) になる。「合格点」はステージが進むにつれ急激に上昇し、後半ではボーナスステージを含めパーフェクトボーナスの獲得がほぼ必須となる。特に最終ステージでは、合格点が1ステージ中で獲得できる得点を上回る15000点上昇する。
全ての問題をスピードボーナス200点付きで正解すると、全ステージクリア時点での得点はちょうど100,000点となる。
| ステージ | 合格点  | ステージ | 合格点  |
| -------- | ------- | -------- | ------- |
| 1        | 500点   | 9        | 25000点 |
| 2        | 2000点  | 10       | 35000点 |
| 3        | 3000点  | 11       | 40000点 |
| 4        | 5000点  | 12       | 45000点 |
| 5        | 7000点  | 13       | 55000点 |
| 6        | 10000点 | 14       | 60000点 |
| 7        | 15000点 | 15       | 65000点 |
| 8        | 20000点 | 16       | 80000点 |

### ボーナスステージ
3ステージクリアごとに「FLASH」と表示され、ボーナスステージとして「フラッシュクイズ」が始まる。ここでは「アメリカはアジアの一部である。」「ゴリラにはシッポがある。」のような簡潔に知識を問う問題が10問連続で出題される。解答はすべてマルかバツの二択である。通常のステージとは異なり、制限時間がきわめて短く、次の問題もすぐに出題される。
全問終了後、正答数×100点が加算され、全問正解した場合はさらにパーフェクトボーナス (1000～5000点) が加算される。このステージに合格点はないため終了後は常に次のステージに進むが、ここで獲得した得点は次ステージ以降の「合格点」達成の足しとなり、後半ステージではそれを前提に合格点が上乗せされるため、クリアにおいて非常に重要なものとなる。

## マスコットキャラクター「おちゃま・まちゃ」
本ゲームでは、タイトル名の通り、マスコットキャラクターである女の子「おちゃま・まちゃ」がゲームの演出を盛り上げるほか、合成音声によるセリフが11通り用意されている。しゃべることがセールスポイントのゲームは、発売当時「スピーク&レスキュー」などごく少数存在していたものの、当時としては珍しかったものであり、音声のバリエーションも多彩な部類である。
まちゃのキャラクター設定などの詳細はゲーム中では特に明かされないが、当時「まちゃ本」という、まちゃのキャラクター紹介リーフレットが配布されていた。「まちゃ本」と「認定証」のイラストでは濃いピンク色の天然パーマのような髪型をしており、背が低く太めの体型という設定だが、ゲーム中ではストレートヘアーでヘアバンドをしており、スリムな体型で顔の描かれ方も異なる。
「まちゃ本」によれば、まちゃは身長が低く、ちょっと太めの体型の小学5年生の女の子。学校の成績はいまいち良くないが、もの知りであり、知識なら負けない自信がある。「ともよちゃん」（架空のアイドル）のような大スターに憧れていて、芸能界に興味があり、芸能知識が豊富でものまねも得意。趣味はまんがを読むことで、アラレちゃんやてんちゃん（うる星やつらのテンと思われる）のファン。まんがを読んでいるとお菓子を食べ過ぎてしまうので今の体型になった。シェイプアップするためにテニスをしている、という詳細な設定が記されている。
ゲーム中では「まいど!」「ねぇ、得意なジャンルを選んで」「惜しいけんど、おしまい」「またぁがんばってね」「あんたはえらい!」など、陽気でフレンドリーな口調である。手に必ず何か持っており、通常時はチアリーダーのバトンを手に持ち、正解時にはフープのようなものを○に見立てて掲げ、また不正解やゲームオーバー時には新体操のリボンが頭部に絡まってしまう。

## 出題ミス
本ゲームに収録された問題のうち、明らかな出題ミスが存在する。
- ピンク・レディーのレコード大賞曲を「UFO」「サウスポー」「ペッパー警部」の3つの中から選ぶ問題の正解を「サウスポー」に設定してしまっており、「UFO」を選ぶと不正解になってしまう。サウスポーは日本歌謡大賞を受賞しているが、レコード大賞は受賞していない。
- 「日本で最初に缶詰にされた魚」を問う問題の正解を「マグロ」としているが、選択肢に存在しないイワシが正しい[3]。